# Stryn
Stryn es un municipio de la provincia de Sogn og Fjordane, Noruega. Cuenta con una población de 7155 habitantes según el censo de 2015.

## Geografía
El municipio de Stryn cuenta con dos localidades principales: la propia Stryn e Innvik, con unos 3000 habitantes cada una. 
Stryn limita al norte con Hornindal y Stranda, al este con Skjåk, al sureste con Luster, al suroeste con Jølster y al oeste con Gloppen y Eid
Parte del municipio forma parte del parque nacional de Jostedalsbreen.

## Etimología
El nombre (en nórdico antiguo Strjónar) probablemente esté relacionado con el río Stryneelva. Deriva de strjónn, cuyo significado es «arroyo fuerte».

## Escudo
El escudo de Stryn fue adoptado en 1987 y muestra una hoja de tilo en amarillo sobre fondo verde.